# Тройни
Тройни — деревня Краснослободского района Республики Мордовия в составе Селищинского сельского поселения. 

## География
Находится на расстоянии примерно 19 км по прямой на запад-северо-запад от районного центра города Краснослободск.

## История
Известна с 1863 года, в 1869 году была учтена как казенное сельцо Краснослободского уезда из 46 дворов, название по наличию трех владельцев на тот период: помещикам Аполлону Веденяпину, Федору Илышеву и Елизавете Красовской.

## Население
Постоянное население составляло 7 человек (русские 100%) в 2002 году, 0 в 2010 году .